# Campionato italiano doppio misto di curling
Il campionato italiano doppio misto di curling è una competizione che si svolge annualmente tra coppie di giocatori di curling italiani tesserati nella Federazione Italiana Sport del Ghiaccio. Il campionato si svolge con le regole internazionali del curling doppio misto, che prevedono una squadra formata da solo due elementi, uno maschio e una femmina. Il campionato si svolge in più prove nelle singole circoscrizioni durante tutto il periodo invernale, seguite dalle finali tra i vincitori delle fasi di circoscrizione. La squadra vincitrice del titolo italiano rappresenterà l'anno successivo la Nazionale italiana doppio misto di curling.

## Albo d'oro
| Anno | Squadra vincitrice                     |
| ---- | -------------------------------------- |
| 2008 | Alberto Rostagnotto, Silvia Mingozzi   |
| 2009 | Andrea Pilzer, Chiara Zanotelli        |
| 2010 | Marco Pascale, Lucrezia Laurenti       |
| 2011 | Alessio Gonin, Giorgia Ricca           |
| 2012 | Maurizio Mainero, Amanda Bianchi       |
| 2013 | Alessio Gonin, Giorgia Ricca           |
| 2014 | Alessio Gonin, Giorgia Ricca           |
| 2015 | Simone Gonin, Lucrezia Salvai          |
| 2016 | Marco Pascale, Lucrezia Laurenti       |
| 2017 | Veronica Zappone, Simone Gonin         |
| 2018 | Veronica Zappone, Simone Gonin         |
| 2019 | Alice Cobelli, Amos Mosaner            |
| 2020 | Alice Cobelli, Amos Mosaner            |
| 2021 | Roberta Tosel, Fabrizio Gallo          |
| 2022 | Alice Cobelli, Amos Mosaner            |
| 2023 | Stefania Constantini, Sebastiano Arman |
| 2024 | Stefania Constantini, Sebastiano Arman |

### Altri campionati
La FISG organizza inoltre altri campionati validi per un titolo italiano:
- Campionato Italiano Assoluto Maschile di Curling (vincolante per la Nazionale di curling maschile dell'Italia)
- Campionato Italiano Assoluto Femminile di Curling (vincolante per la Nazionale di curling femminile dell'Italia)
- Campionato Italiano Junior Maschile di Curling (vincolante per la Nazionale Italiana Junior Maschile di Curling)
- Campionato Italiano Junior Femminile di Curling (vincolante per la Nazionale Italiana Junior Femminile di Curling)
- Campionato Italiano Ragazzi di Curling
- Campionato Italiano Esordienti di Curling
- Campionato italiano misto di curling (vincolante per la Nazionale italiana misti di curling)
- Campionato Italiano Master Maschile di Curling (vincolante per la Nazionale Italiana Senior Maschile di Curling)
- Campionato Italiano Master Femminile di Curling (vincolante per la Nazionale Italiana Senior Femminile di Curling)